# 1467
Portal Geschichte | Portal Biografien | Aktuelle Ereignisse | Jahreskalender | Tagesartikel

◄ |
14. Jahrhundert |
15. Jahrhundert
| 16. Jahrhundert | ►

◄ |
1430er |
1440er |
1450er |
1460er
| 1470er | 1480er | 1490er | ►

◄◄ |
◄ |
1463 |
1464 |
1465 |
1466 |
1467
| 1468 | 1469 | 1470 | 1471 | ► | ►►
Staatsoberhäupter  · Nekrolog
| Januar | Januar | Januar | Januar | Januar | Januar | Januar | Januar |
| Kw     | Mo     | Di     | Mi     | Do     | Fr     | Sa     | So     |
| ------ | ------ | ------ | ------ | ------ | ------ | ------ | ------ |
| 1      |        |        |        | 1      | 2      | 3      | 4      |
| 2      | 5      | 6      | 7      | 8      | 9      | 10     | 11     |
| 3      | 12     | 13     | 14     | 15     | 16     | 17     | 18     |
| 4      | 19     | 20     | 21     | 22     | 23     | 24     | 25     |
| 5      | 26     | 27     | 28     | 29     | 30     | 31     |        |

| Februar | Februar | Februar | Februar | Februar | Februar | Februar | Februar |
| Kw      | Mo      | Di      | Mi      | Do      | Fr      | Sa      | So      |
| ------- | ------- | ------- | ------- | ------- | ------- | ------- | ------- |
| 5       |         |         |         |         |         |         | 1       |
| 6       | 2       | 3       | 4       | 5       | 6       | 7       | 8       |
| 7       | 9       | 10      | 11      | 12      | 13      | 14      | 15      |
| 8       | 16      | 17      | 18      | 19      | 20      | 21      | 22      |
| 9       | 23      | 24      | 25      | 26      | 27      | 28      |         |

| März | März | März | März | März | März | März | März |
| Kw   | Mo   | Di   | Mi   | Do   | Fr   | Sa   | So   |
| ---- | ---- | ---- | ---- | ---- | ---- | ---- | ---- |
| 9    |      |      |      |      |      |      | 1    |
| 10   | 2    | 3    | 4    | 5    | 6    | 7    | 8    |
| 11   | 9    | 10   | 11   | 12   | 13   | 14   | 15   |
| 12   | 16   | 17   | 18   | 19   | 20   | 21   | 22   |
| 13   | 23   | 24   | 25   | 26   | 27   | 28   | 29   |
| 14   | 30   | 31   |      |      |      |      |      |

| April | April | April | April | April | April | April | April |
| Kw    | Mo    | Di    | Mi    | Do    | Fr    | Sa    | So    |
| ----- | ----- | ----- | ----- | ----- | ----- | ----- | ----- |
| 14    |       |       | 1     | 2     | 3     | 4     | 5     |
| 15    | 6     | 7     | 8     | 9     | 10    | 11    | 12    |
| 16    | 13    | 14    | 15    | 16    | 17    | 18    | 19    |
| 17    | 20    | 21    | 22    | 23    | 24    | 25    | 26    |
| 18    | 27    | 28    | 29    | 30    |       |       |       |

| Mai | Mai | Mai | Mai | Mai | Mai | Mai | Mai |
| Kw  | Mo  | Di  | Mi  | Do  | Fr  | Sa  | So  |
| --- | --- | --- | --- | --- | --- | --- | --- |
| 18  |     |     |     |     | 1   | 2   | 3   |
| 19  | 4   | 5   | 6   | 7   | 8   | 9   | 10  |
| 20  | 11  | 12  | 13  | 14  | 15  | 16  | 17  |
| 21  | 18  | 19  | 20  | 21  | 22  | 23  | 24  |
| 22  | 25  | 26  | 27  | 28  | 29  | 30  | 31  |

| Juni | Juni | Juni | Juni | Juni | Juni | Juni | Juni |
| Kw   | Mo   | Di   | Mi   | Do   | Fr   | Sa   | So   |
| ---- | ---- | ---- | ---- | ---- | ---- | ---- | ---- |
| 23   | 1    | 2    | 3    | 4    | 5    | 6    | 7    |
| 24   | 8    | 9    | 10   | 11   | 12   | 13   | 14   |
| 25   | 15   | 16   | 17   | 18   | 19   | 20   | 21   |
| 26   | 22   | 23   | 24   | 25   | 26   | 27   | 28   |
| 27   | 29   | 30   |      |      |      |      |      |

| Juli | Juli | Juli | Juli | Juli | Juli | Juli | Juli |
| Kw   | Mo   | Di   | Mi   | Do   | Fr   | Sa   | So   |
| ---- | ---- | ---- | ---- | ---- | ---- | ---- | ---- |
| 27   |      |      | 1    | 2    | 3    | 4    | 5    |
| 28   | 6    | 7    | 8    | 9    | 10   | 11   | 12   |
| 29   | 13   | 14   | 15   | 16   | 17   | 18   | 19   |
| 30   | 20   | 21   | 22   | 23   | 24   | 25   | 26   |
| 31   | 27   | 28   | 29   | 30   | 31   |      |      |

| August | August | August | August | August | August | August | August |
| Kw     | Mo     | Di     | Mi     | Do     | Fr     | Sa     | So     |
| ------ | ------ | ------ | ------ | ------ | ------ | ------ | ------ |
| 31     |        |        |        |        |        | 1      | 2      |
| 32     | 3      | 4      | 5      | 6      | 7      | 8      | 9      |
| 33     | 10     | 11     | 12     | 13     | 14     | 15     | 16     |
| 34     | 17     | 18     | 19     | 20     | 21     | 22     | 23     |
| 35     | 24     | 25     | 26     | 27     | 28     | 29     | 30     |
| 36     | 31     |        |        |        |        |        |        |

| September | September | September | September | September | September | September | September |
| Kw        | Mo        | Di        | Mi        | Do        | Fr        | Sa        | So        |
| --------- | --------- | --------- | --------- | --------- | --------- | --------- | --------- |
| 36        |           | 1         | 2         | 3         | 4         | 5         | 6         |
| 37        | 7         | 8         | 9         | 10        | 11        | 12        | 13        |
| 38        | 14        | 15        | 16        | 17        | 18        | 19        | 20        |
| 39        | 21        | 22        | 23        | 24        | 25        | 26        | 27        |
| 40        | 28        | 29        | 30        |           |           |           |           |

| Oktober | Oktober | Oktober | Oktober | Oktober | Oktober | Oktober | Oktober |
| Kw      | Mo      | Di      | Mi      | Do      | Fr      | Sa      | So      |
| ------- | ------- | ------- | ------- | ------- | ------- | ------- | ------- |
| 40      |         |         |         | 1       | 2       | 3       | 4       |
| 41      | 5       | 6       | 7       | 8       | 9       | 10      | 11      |
| 42      | 12      | 13      | 14      | 15      | 16      | 17      | 18      |
| 43      | 19      | 20      | 21      | 22      | 23      | 24      | 25      |
| 44      | 26      | 27      | 28      | 29      | 30      | 31      |         |

| November | November | November | November | November | November | November | November |
| Kw       | Mo       | Di       | Mi       | Do       | Fr       | Sa       | So       |
| -------- | -------- | -------- | -------- | -------- | -------- | -------- | -------- |
| 44       |          |          |          |          |          |          | 1        |
| 45       | 2        | 3        | 4        | 5        | 6        | 7        | 8        |
| 46       | 9        | 10       | 11       | 12       | 13       | 14       | 15       |
| 47       | 16       | 17       | 18       | 19       | 20       | 21       | 22       |
| 48       | 23       | 24       | 25       | 26       | 27       | 28       | 29       |
| 49       | 30       |          |          |          |          |          |          |

| Dezember | Dezember | Dezember | Dezember | Dezember | Dezember | Dezember | Dezember |
| Kw       | Mo       | Di       | Mi       | Do       | Fr       | Sa       | So       |
| -------- | -------- | -------- | -------- | -------- | -------- | -------- | -------- |
| 49       |          | 1        | 2        | 3        | 4        | 5        | 6        |
| 50       | 7        | 8        | 9        | 10       | 11       | 12       | 13       |
| 51       | 14       | 15       | 16       | 17       | 18       | 19       | 20       |
| 52       | 21       | 22       | 23       | 24       | 25       | 26       | 27       |
| 53       | 28       | 29       | 30       | 31       |          |          |          |

| Januar | Januar | Januar | Januar | Januar | Januar | Januar | Januar |
| Kw     | Mo     | Di     | Mi     | Do     | Fr     | Sa     | So     |
| ------ | ------ | ------ | ------ | ------ | ------ | ------ | ------ |
| 1      |        |        |        | 1      | 2      | 3      | 4      |
| 2      | 5      | 6      | 7      | 8      | 9      | 10     | 11     |
| 3      | 12     | 13     | 14     | 15     | 16     | 17     | 18     |
| 4      | 19     | 20     | 21     | 22     | 23     | 24     | 25     |
| 5      | 26     | 27     | 28     | 29     | 30     | 31     |        |

| Februar | Februar | Februar | Februar | Februar | Februar | Februar | Februar |
| Kw      | Mo      | Di      | Mi      | Do      | Fr      | Sa      | So      |
| ------- | ------- | ------- | ------- | ------- | ------- | ------- | ------- |
| 5       |         |         |         |         |         |         | 1       |
| 6       | 2       | 3       | 4       | 5       | 6       | 7       | 8       |
| 7       | 9       | 10      | 11      | 12      | 13      | 14      | 15      |
| 8       | 16      | 17      | 18      | 19      | 20      | 21      | 22      |
| 9       | 23      | 24      | 25      | 26      | 27      | 28      |         |

| März | März | März | März | März | März | März | März |
| Kw   | Mo   | Di   | Mi   | Do   | Fr   | Sa   | So   |
| ---- | ---- | ---- | ---- | ---- | ---- | ---- | ---- |
| 9    |      |      |      |      |      |      | 1    |
| 10   | 2    | 3    | 4    | 5    | 6    | 7    | 8    |
| 11   | 9    | 10   | 11   | 12   | 13   | 14   | 15   |
| 12   | 16   | 17   | 18   | 19   | 20   | 21   | 22   |
| 13   | 23   | 24   | 25   | 26   | 27   | 28   | 29   |
| 14   | 30   | 31   |      |      |      |      |      |

| April | April | April | April | April | April | April | April |
| Kw    | Mo    | Di    | Mi    | Do    | Fr    | Sa    | So    |
| ----- | ----- | ----- | ----- | ----- | ----- | ----- | ----- |
| 14    |       |       | 1     | 2     | 3     | 4     | 5     |
| 15    | 6     | 7     | 8     | 9     | 10    | 11    | 12    |
| 16    | 13    | 14    | 15    | 16    | 17    | 18    | 19    |
| 17    | 20    | 21    | 22    | 23    | 24    | 25    | 26    |
| 18    | 27    | 28    | 29    | 30    |       |       |       |

| Mai | Mai | Mai | Mai | Mai | Mai | Mai | Mai |
| Kw  | Mo  | Di  | Mi  | Do  | Fr  | Sa  | So  |
| --- | --- | --- | --- | --- | --- | --- | --- |
| 18  |     |     |     |     | 1   | 2   | 3   |
| 19  | 4   | 5   | 6   | 7   | 8   | 9   | 10  |
| 20  | 11  | 12  | 13  | 14  | 15  | 16  | 17  |
| 21  | 18  | 19  | 20  | 21  | 22  | 23  | 24  |
| 22  | 25  | 26  | 27  | 28  | 29  | 30  | 31  |

| Juni | Juni | Juni | Juni | Juni | Juni | Juni | Juni |
| Kw   | Mo   | Di   | Mi   | Do   | Fr   | Sa   | So   |
| ---- | ---- | ---- | ---- | ---- | ---- | ---- | ---- |
| 23   | 1    | 2    | 3    | 4    | 5    | 6    | 7    |
| 24   | 8    | 9    | 10   | 11   | 12   | 13   | 14   |
| 25   | 15   | 16   | 17   | 18   | 19   | 20   | 21   |
| 26   | 22   | 23   | 24   | 25   | 26   | 27   | 28   |
| 27   | 29   | 30   |      |      |      |      |      |

| Juli | Juli | Juli | Juli | Juli | Juli | Juli | Juli |
| Kw   | Mo   | Di   | Mi   | Do   | Fr   | Sa   | So   |
| ---- | ---- | ---- | ---- | ---- | ---- | ---- | ---- |
| 27   |      |      | 1    | 2    | 3    | 4    | 5    |
| 28   | 6    | 7    | 8    | 9    | 10   | 11   | 12   |
| 29   | 13   | 14   | 15   | 16   | 17   | 18   | 19   |
| 30   | 20   | 21   | 22   | 23   | 24   | 25   | 26   |
| 31   | 27   | 28   | 29   | 30   | 31   |      |      |

| August | August | August | August | August | August | August | August |
| Kw     | Mo     | Di     | Mi     | Do     | Fr     | Sa     | So     |
| ------ | ------ | ------ | ------ | ------ | ------ | ------ | ------ |
| 31     |        |        |        |        |        | 1      | 2      |
| 32     | 3      | 4      | 5      | 6      | 7      | 8      | 9      |
| 33     | 10     | 11     | 12     | 13     | 14     | 15     | 16     |
| 34     | 17     | 18     | 19     | 20     | 21     | 22     | 23     |
| 35     | 24     | 25     | 26     | 27     | 28     | 29     | 30     |
| 36     | 31     |        |        |        |        |        |        |

| September | September | September | September | September | September | September | September |
| Kw        | Mo        | Di        | Mi        | Do        | Fr        | Sa        | So        |
| --------- | --------- | --------- | --------- | --------- | --------- | --------- | --------- |
| 36        |           | 1         | 2         | 3         | 4         | 5         | 6         |
| 37        | 7         | 8         | 9         | 10        | 11        | 12        | 13        |
| 38        | 14        | 15        | 16        | 17        | 18        | 19        | 20        |
| 39        | 21        | 22        | 23        | 24        | 25        | 26        | 27        |
| 40        | 28        | 29        | 30        |           |           |           |           |

| Oktober | Oktober | Oktober | Oktober | Oktober | Oktober | Oktober | Oktober |
| Kw      | Mo      | Di      | Mi      | Do      | Fr      | Sa      | So      |
| ------- | ------- | ------- | ------- | ------- | ------- | ------- | ------- |
| 40      |         |         |         | 1       | 2       | 3       | 4       |
| 41      | 5       | 6       | 7       | 8       | 9       | 10      | 11      |
| 42      | 12      | 13      | 14      | 15      | 16      | 17      | 18      |
| 43      | 19      | 20      | 21      | 22      | 23      | 24      | 25      |
| 44      | 26      | 27      | 28      | 29      | 30      | 31      |         |

| November | November | November | November | November | November | November | November |
| Kw       | Mo       | Di       | Mi       | Do       | Fr       | Sa       | So       |
| -------- | -------- | -------- | -------- | -------- | -------- | -------- | -------- |
| 44       |          |          |          |          |          |          | 1        |
| 45       | 2        | 3        | 4        | 5        | 6        | 7        | 8        |
| 46       | 9        | 10       | 11       | 12       | 13       | 14       | 15       |
| 47       | 16       | 17       | 18       | 19       | 20       | 21       | 22       |
| 48       | 23       | 24       | 25       | 26       | 27       | 28       | 29       |
| 49       | 30       |          |          |          |          |          |          |

| Dezember | Dezember | Dezember | Dezember | Dezember | Dezember | Dezember | Dezember |
| Kw       | Mo       | Di       | Mi       | Do       | Fr       | Sa       | So       |
| -------- | -------- | -------- | -------- | -------- | -------- | -------- | -------- |
| 49       |          | 1        | 2        | 3        | 4        | 5        | 6        |
| 50       | 7        | 8        | 9        | 10       | 11       | 12       | 13       |
| 51       | 14       | 15       | 16       | 17       | 18       | 19       | 20       |
| 52       | 21       | 22       | 23       | 24       | 25       | 26       | 27       |
| 53       | 28       | 29       | 30       | 31       |          |          |          |

## Ereignisse

### Politik und Weltgeschehen

#### Europa
- 15. Juli: Karl der Kühne wird nach dem Tod seines Vaters Philipp des Guten Herzog von Burgund. Daraufhin flammen die Kämpfe mit den Bürgern von Lüttich von Neuem auf, die mit einem Sieg Karls bei Sint-Truiden enden. Karl wird Vogt des Hochstifts Lüttich.
- Das Herzogtum Savoyen unter Amadeus IX. und die Republik Venedig versuchen aus dem Tod Francesco I. Sforzas im Vorjahr Kapital zu schlagen und greifen das Herzogtum Mailand an. Der junge Herzog Galeazzo Maria Sforza kann sich in der Schlacht von Riccardina am 25. Juli mit Unterstützung durch Florenz erfolgreich gegen seine feindlichen Nachbarn wehren.
- 28. Oktober: Auf einem Reichstag in Regensburg wird durch kaiserlichen Erlass die Auflösung des im Vorjahr gegründeten Böcklerbundes verfügt.

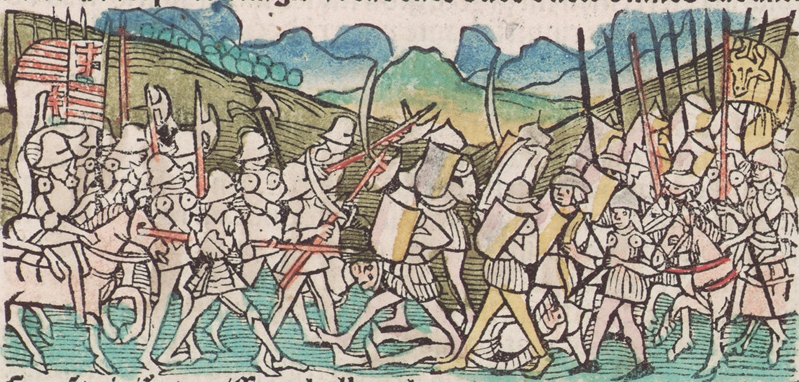
Schlacht von Baia

- 15. Dezember: Der rumänische Fürst Ștefan cel Mare schlägt den in sein Fürstentum einmarschierten ungarischen König Matthias Corvinus in der Schlacht von Baia vernichtend. Der mit den Ungarn verbündete moldauische Fürst Petru Aron wird in der Schlacht gefangen genommen und anschließend hingerichtet.

#### Zentralasien
- 11. November: Die Aq Qoyunlu unter Uzun Hasan besiegen die Qara Qoyunlu unter Dschahan Schah nach einem fast zwei Jahrzehnte dauernden Konflikt in der Schlacht vernichtend.

#### Japan
In Japan zur Zeit des Shōgunats beginnt der Ōnin-Krieg. Auslöser ist ein Erbfolgestreit in der Familie Ashikaga. Shōgun Ashikaga Yoshimasa hat im Jahr 1464, da er keine direkten Nachfolger hatte, seinen Bruder Yoshimi als Nachfolger eingesetzt. Etwa ein Jahr später wurde jedoch Yoshimasas Sohn Yoshihisa geboren, von dem er möchte, dass er die Nachfolge antreten soll. Da das Ashikaga-Shōgunat unter Yoshimasas Herrschaft schon stark an Einfluss verloren hat, wittern die mächtigen Klans Yamana und Hosokawa ihre Chance. Sie beziehen Position und unterstützen jeweils einen der beiden Aspiranten auf die Position des Shōgun. Die Yamana unter ihrem Familienoberhaupt Yamana Sōzen stellen sich hinter Yoshihisa, den Sohn des Shōgun, die Hosokawa unter Yamana Sōzens Schwiegersohn Hosokawa Katsumoto hinter seinen Bruder Yoshimi. Die Parteinahme dieser großen Familien spaltet auch deren Vasallen. Anfang des Jahres haben die Hosokawa etwa 80.000 Mann und die Yamana etwa 85.000 Mann in der Hauptstadt Kyōto zusammengezogen. Keine der beiden Parteien kann und will jedoch den Krieg beginnen, denn dies würde bedeuten, sich gegen den herrschenden Shōgun zu stellen. Die Yamana brechen diese Pattsituation schließlich durch das Heranführen weiterer Truppen und eine Brandstiftung im Lager der Hosokawa. Im Juli erreichen die Kämpfe dann die Ausmaße eines Krieges, was dazu führt, dass Kyōtos Norden völlig zerstört wird. Das zieht einen Exodus der Stadtbevölkerung nach sich.

### Wissenschaft und Technik
- Die deutschen Drucker Arnold Pannartz und Konrad Sweynheym führen die Druckkunst in Italien ein (erstes Druckwerk sind die Epistolae familiares Ciceros).
- 31. Dezember: Der Inkunabeldrucker Ulrich Han druckt in Rom die Meditationes des Kardinals Juan de Torquemada und stellt damit das älteste mit Holzschnitten ausgestattete Buch Italiens her.

### Religion
In Lhotka bei Reichenau findet die Gründungssynode der Böhmischen Brüder statt. In der Tradition dieser kirchlichen Gemeinschaft stehen bis heute die Herrnhuter Brüdergemeine und die Evangelische Kirche der Böhmischen Brüder in Tschechien.

## Geboren

### Geburtsdatum gesichert
- 01. Januar: Philipp von Kleve, Bischof von Nevers, Bischof von Amiens und Bischof von Autun († 1505)
- 01. Januar: Sigismund der Alte, König von Polen und Großfürst von Litauen († 1548)
- 04. Januar: Botho der Glückselige, Herr zu Wernigerode und Regent über die Grafschaft Stolberg, die Grafschaft Wernigerode und die Grafschaft Hohnstein († 1538)
- 04. Januar: Heinrich der Jüngere zu Stolberg, Herr zu Wernigerode und Statthalter von Friesland († 1508)
- 21. März: Caritas Pirckheimer, Äbtissin des Klarissenklosters in Nürnberg und Verfechterin der Glaubens- und Gewissensfreiheit († 1532)
- 08. Mai: Adalbert III., Administrator des Erzbistums Mainz († 1484)
- 31. Mai: Sibylle von Brandenburg, Herzogin von Jülich und Berg († 1524)
- 11. August: Mary of York, englische Prinzessin († 1482)
- 14. September: Hamman von Holzhausen, Patrizier und Ratsherr in Frankfurt am Main († 1536)
- 21. Oktober: Giovanni di Pierfrancesco de’ Medici, Angehöriger der jüngeren Linie der Medici († 1498)
- 09. November: Karl von Egmond, Herzog von Geldern († 1538)

### Genaues Geburtsdatum unbekannt
- März: Augustin Olomoucký, mährischer Humanist, Schriftsteller und Kunstsammler († 1513)
- Giovanni Antonio Boltraffio, Mailänder Adeliger und Maler († 1516)
- Gertrud von Büchel, deutsche Äbtissin, Kalligraphin und Buchillustratorin († 1543)
- John Colet, englischer Priester und Theologe († 1519)
- Ramón Folch de Cardona, katalanischer Adeliger, Heerführer und Politiker († 1522)
- Richard von Greiffenklau zu Vollrads, Erzbischof und Kurfürst von Trier († 1531)
- Galeazzo Mondella, Veroneser Goldschmied und Medailleur († 1528)
- Krzysztof Szydłowiecki, polnischer Adeliger und Staatsmann († 1532)

### Geboren um 1467
- John Bourchier, 2. Baron Berners, englischer Adeliger und Politiker († 1533)
- Heinrich Brabender, deutscher Bildhauer († um 1537)
- Thomas Darcy, 1. Baron Darcy de Darcy, englischer Adeliger und Politiker († 1537)
- William Latimer, englischer Geistlicher, Gelehrter und Humanist († 1545)
- Johannes Rebmann, württembergischer Theologe und Stiftspropst der Brüder vom gemeinsamen Leben in Herrenberg († 1517)
- 1467/1469: Korkud, osmanischer Prinz und Gouverneur sowie kurzzeitiger Reichsverweser des Osmanischen Reiches († 1513)

## Gestorben

### Erstes Halbjahr
- 21. Februar: Piero Raimondo Zacosta, aragonesischer Adeliger und Großmeister des Johanniterordens
- 25. Februar: Jörg Voit von Rieneck, Amtmann des Domkapitels in Würzburg
- 22., 26. oder 28. Februar: Ulrich von Plankenfels, Bischof von Chiemsee (* vor 1423)
- 14. März: Margarethe von Hanau, deutsche Adelige (* 1452)
- 04. April: Ludwig von Erlichshausen, Hochmeister des Deutschen Ordens (* 1410/1415)
- 22. April: Maria von Twer, Großfürstin von Moskau (* um 1442)
- 30. April: Jean d’Orléans, Graf von Angoulême und Périgord (* 1399)
- 14. Juni: Margaret Beauchamp, Countess of Shrewsbury, englische Adlige (* 1404)
- 15. Juni: Philipp III., der Gute, Herzog von Burgund (* 1396)

### Zweites Halbjahr
- 23. Juli: Paul Stange von Legendorf, Fürstbischof des Ermlandes (* um 1415)
- 03. September: Eleonore Helena von Portugal, Kaiserin des Heiligen Römischen Reichs, Ehefrau Friedrichs III. (* 1436)
- 08. September: Johannes II. Nix von Hoheneck, Bischof von Speyer

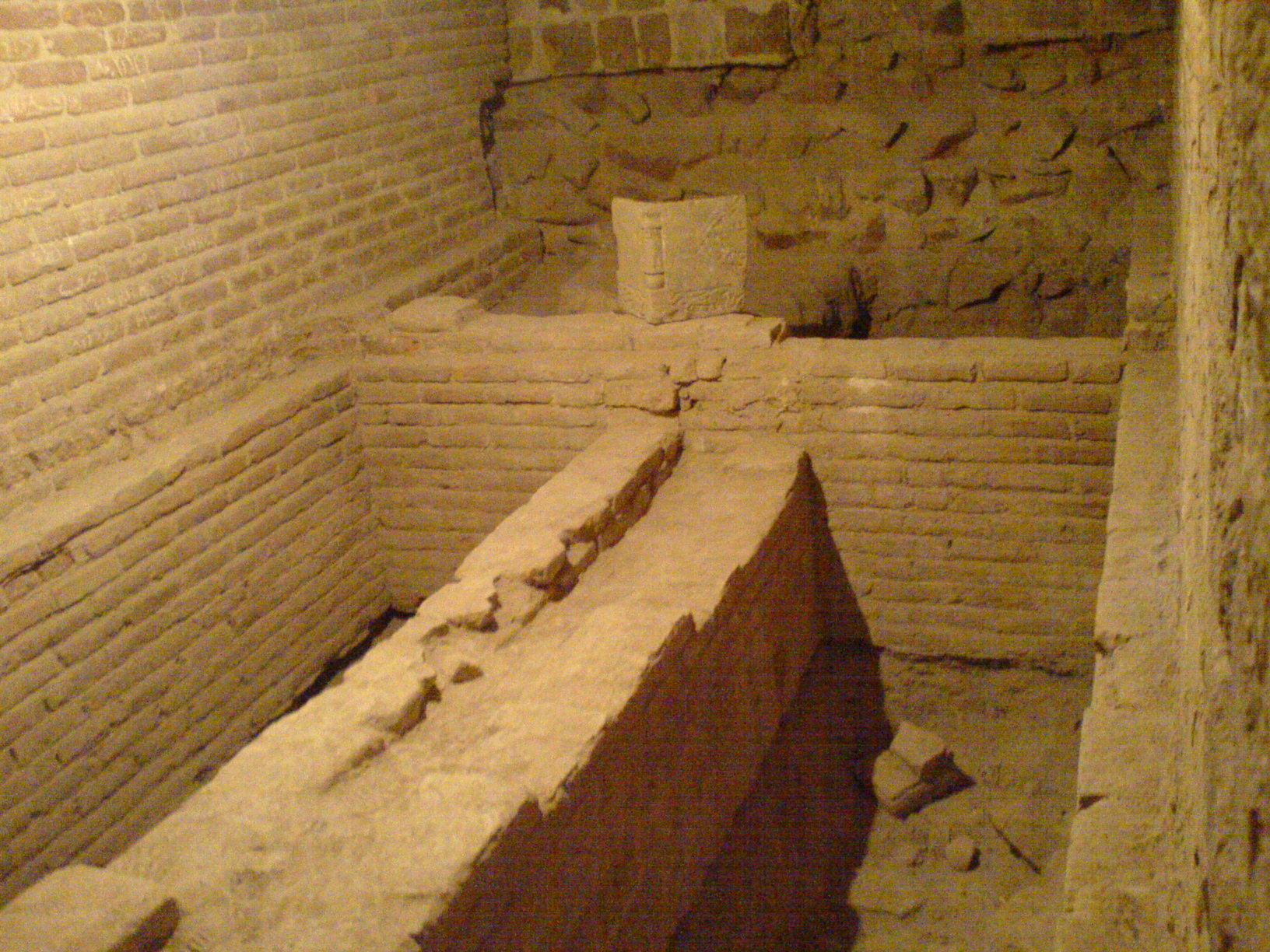
Dschahan Schahs Grab im südlichen Teil der Kabud-Moschee in Täbris

- 11. November: Dschahan Schah, Führer der turkmenischen Stammesföderation der Qara Qoyunlu in Āzarbāydschān und Arrān (* vor 1420)
- 11. November: Heinrich IX., Herzog von Crossen, Freystadt und (halb) Glogau (* 1389/90)
- 12. Dezember: Jost II. von Rosenberg, Bischof von Breslau und oberster Prior der böhmischen Johanniter (* 1430)
- 13. Dezember: Philipp Schenk von Erbach, Benediktiner und Fürstabt des Klosters Weißenburg
- 15. Dezember: Jöns Bengtsson Oxenstierna, Erzbischof von Uppsala und Reichsverweser von Schweden (* 1417)
- nach dem 15. Dezember: Petru Aron, Fürst der Moldau
- 28. Dezember: Agnes von Ahaus, Äbtissin im Stift Nottuln (* um 1385)

### Genaues Todesdatum unbekannt
- Hans Multscher, deutscher Maler und Bildhauer in Ulm (* um 1400)
- Johann von Rohrbach, österreichischer Adeliger (* vor 1426)
- Salomo ben Simon Zemach Duran, naturwissenschaftlich gebildeter Halachist in Nordafrika (* um 1400)